# Нтихиньюрва, Тадде
Тадде Нтихиньюрва (руанда Thaddée Ntihinyurwa, 25 сентября 1942 года, Руанда-Урунди) — католический прелат, первый епископ Чьянгугу с 5 ноября 1981 года по 9 марта 1996 год, архиепископ Кигали с 9 марта 1996 года.

## Биография
11 июля 1971 года Тадде Нтихиньюрва был рукоположён в священника.
5 ноября 1981 года Римский папа Иоанн Павел II учредил епархию Чьягугу и назначил Тадде Нтихиньюрву её первым епископом. 24 января 1982 года состоялось рукоположение Тадде Нтихиньурвы в епископа, которое совершил апостольский нунций в Руанде и титулярный архиепископ Себаны Томас Уайт в сослужении с епископом Бутаре Жан-Батистом Гахаманьи и епископом Ньюндо Венсесласом Калибуши.
9 марта 1996 года Римский папа Иоанн Павел II назначил Тадде Нтихиньюрву архиепископом Кигали.